# Arctopsyche palpata
Arctopsyche palpata là một loài Trichoptera trong họ Hydropsychidae. Chúng phân bố ở miền Cổ bắc.